# Lipany (okres Sabinov)
Lipany (Hongaars:Héthárs) is een Slowaakse gemeente in de regio Prešov, en maakt deel uit van het district Sabinov.
Lipany telt 6302 inwoners.

## Geboren
- Stanislav Varga (1972), voetballer